# Thorleif Haug
Thorleif Haug (Lier, 28 de setembro de 1894 – Drammen, 12 de dezembro de 1934) foi um esquiador norueguês, campeão olímpico. Ele venceu todas as provas de esqui nórdico nos Jogos Olímpicos de Inverno de 1924, primeira edição do evento.

## Carreira
Thorleif Haug nasceu em Vivelstad, um vale estreito entre Lier e Drammen no condado de Buskerud, na Noruega. Ele foi criado na fazenda Årkvisla. Dominando os eventos de esqui nórdico combinado e cross-country durante a década de 1920, ganhou três medalhas de ouro nos primeiros Jogos Olímpicos de Inverno, em Chamonix, e foi quarto no salto de esqui. Haug também conquistou uma prata no combinado nórdico no Campeonato Mundial de Esqui Nórdico da FIS de 1926 em Lahti.